# Glaucidium jardinii
El mochuelo andino  (Glaucidium jardinii) es una especie de búho de la familia Strigidae. Es también conocido como caburé andino o caburé yungueño (Argentina), buhíto andino (Colombia), mochuelo montañero (Costa Rica) , mochuelo montañero (Panamé), lechucita andina (Perú) y pavita andina  (Venezuela).  La especie es nativa de Colombia, Ecuador, Perú y Venezuela. Habita los bosques húmedos montanos tropicales y subtropicales.  No tiene subespecies reconocidas.